# 梅克魯河

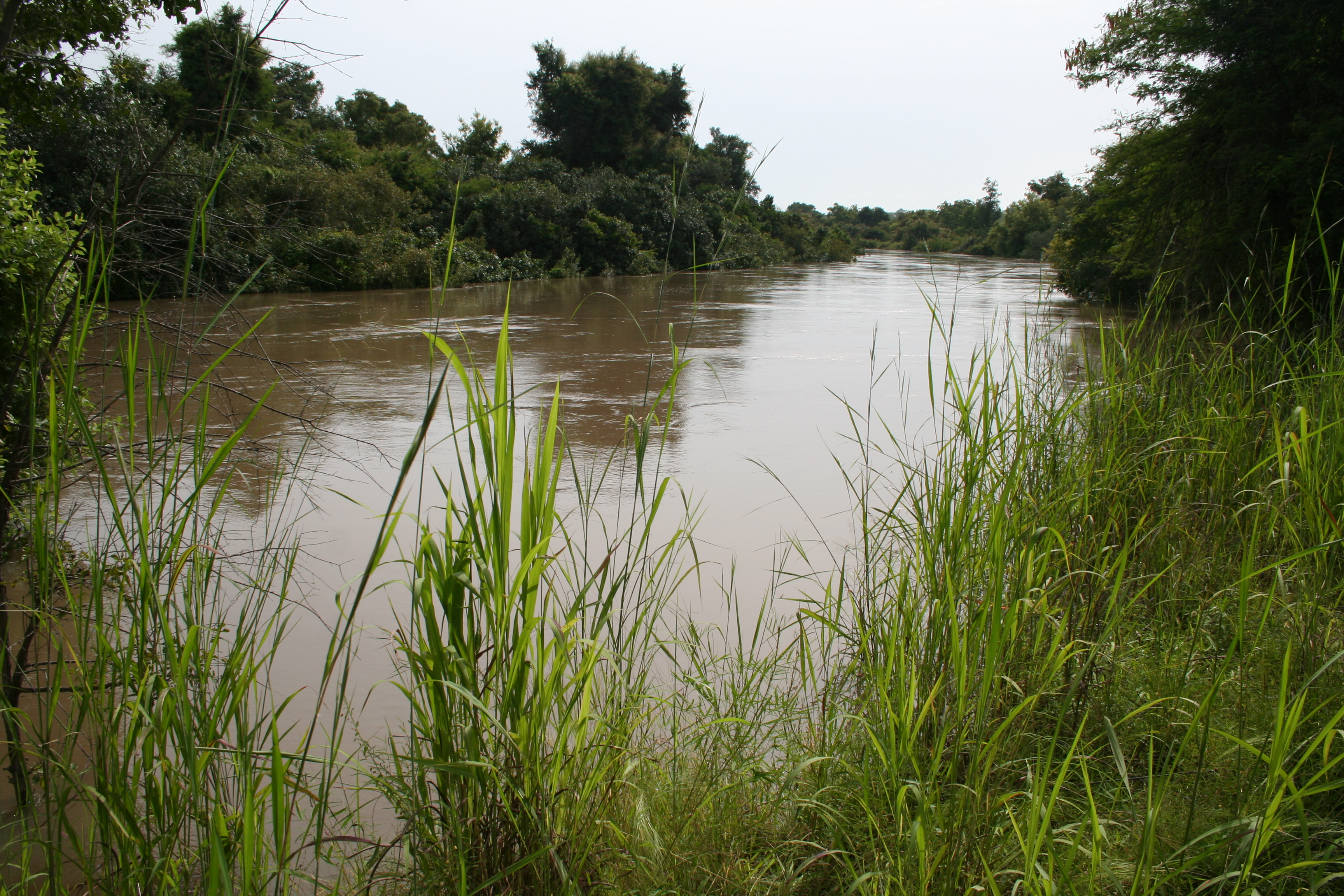

梅克魯河（Mékrou）是非洲西部的河流，屬於尼日爾河的支流之一，流經貝寧的W國家公園和尼日爾，並成為兩國接壤邊界的一部分。
12°24′N 2°49′E / 12.400°N 2.817°E